# 日本航空大学校
日本航空大学校（にほんこうくうだいがっこう）は、石川県輪島市にある、学校法人日本航空学園が運営する私立専門学校である。同法人が運営する高等学校「日本航空高等学校石川」と共に、校地は能登空港に隣接しており、能登空港キャンパスという名称が用いられている。
専修学校専門課程に認定されているため、卒業すると専門士の称号が付与される。4年制の航空工学科および4年制の操縦科では高度専門士の称号が付与され、大学院に進学することも可能である。また、放送大学との提携制度を利用すると、学士号の学位も取得できる。
2010年（平成22年）4月より北海道千歳市に拠点を置く系列校・日本航空大学校 北海道（旧：日本航空専門学校）に名称統合され、日本航空専門学校石川となったが、2014年（平成26年）4月より再び旧称の日本航空大学校に改称した。

## 学科
トータルモビリティ工学科（4年制）
- 航空機設計や品質管理を学ぶ。3次元CADソフトCATIAを備えているのが最大の特長である。就職先は航空機メーカーの技術部門など。

航空整備科（3年制）
- 大型機を利用して、構造・装備・原動機など、航空機の仕組みを理解しながら、整備技術を学び、航空整備士を養成する。
1年次は、全員共通で飛行機全般について勉強する。2年次より一等航空運航整備士コース、航空機整備訓練課程コース、ヘリコプタ整備士コースの3コースに別れる。一等航空運航整備士コースは国産旅客機YS-11を基に実習・座学を受け、在学中に一等航空運航整備士の資格取得を目指す。航空機整備訓練課程コースでは主にYS-11を基に航空機の整備学を学び、航空整備士の実地試験受験に必要な整備経歴を取得する。ヘリコプタ整備士コースではヘリコプタを基に実習・座学を受け、回転翼航空機の一等航空運航整備士、二等航空運航整備士取得を目指す。就職先はいずれも航空会社の整備職など。

トータルモビリティ技術科（2年制）
- 材料の性質に応じた修理加工法・溶接技術・部品などの締結法を学び、ジェットエンジンなどの装備品の整備技術や、航空機の製造技術を学び、航空整備技術者を養成する。就職先は航空機メーカーの技能職など。

操縦科（2年制・4年制）
- 事業用操縦士免許・計器飛行証明航空無線通信士といった、資格取得を実現させ、事業用操縦士を養成する。就職先は航空会社運航乗務員。

キャビンアテンダント・グランドスタッフ科（2年制・3年制）
- 客室乗務員やグランドスタッフへの内定を目指す。CAもしくはGSへの内定率は毎年100％という非常に高い水準である。
3年制コースは語学研修専攻として2年次にニュージーランドなど英語圏の国への8ヵ月間の海外留学が必須である。帰国後は2年制コースの学生と一緒に授業を受ける。

## 歴史
- 1970年10月 山梨県北巨摩郡双葉町（現・山梨県甲斐市）に日本航空専門学校（各種学校）の設置認可が下りる。
- 1974年1月 校名を日本航空大学校と改称。
- 1976年5月 専修学校専門課程の認可を受ける。
- 1992年4月 航空整備科、航空電子科、メカトロニクス科の3学科を日本航空学園千歳校（現・日本航空専門学校千歳キャンパス）と統合する。
- 2000年1月 米国日本航空大学（JAUA）がカリフォルニア州より法人として認可される。
- 2003年4月 日本航空学園輪島校（現・能登空港キャンパス）開設にともない、石川県輪島市に全面移転する。
- 2005年4月 国土交通大臣指定航空整備訓練課程の認可を受ける。
- 2006年4月 操縦科を新設する。航空工学科が高度専門士課程に認定される。
- 2010年4月 日本航空専門学校に名称統合され、日本航空専門学校能登空港キャンパスとなる。（日本航空専門学校石川）
- 2011年4月 航空ビジネス科を新設する。
- 2014年4月 日本航空専門学校から独立し、再び旧称の日本航空大学校となる。
- 2016年2月 航空工学科が文部科学省より職業実践専門課程に認定される。
- 2022年4月 航空整備科ヘリコプタ整備士コースに一等航空運航整備士（回転翼）コースを新設。
- 2024年2月 能登空港キャンパスが令和6年能登半島地震により被災したため、航空工学科、航空整備技術科、航空ビジネス科を東京都青梅市の明星大学跡地に、航空整備科及び操縦科を山梨・千歳の系列校キャンパスにそれぞれ一時移転させる。
- 2024年4月 航空整備科ヘリコプタ整備士コースに二等航空整備士（回転翼）コースを新設。航空工学科をトータルモビリティ工学科、航空整備技術科をトータルモビリティ技術科、航空ビジネス科をキャビンアテンダント・グランドスタッフ科にそれぞれ名称変更。
- 2024年9月 航空整備科及び操縦科が能登空港キャンパスでの教育を再開。

## 校訓
一、礼節を尊び忍耐努力の精神を体得すべし

一、熟慮断行以て、風林火山たるべし

一、至誠一貫、信義を重んずべし

一、質実剛健、文武両道に徹すべし

一、敬神崇祖の伝統を承継し祖国を興隆すべし

## キャンパス
- 能登空港キャンパス（旧称 輪島キャンパス）

校舎は三階建てであり、一階に実習教室が、二階に職員室と通常教室が、三階に運航部室が配置されている。
校舎の西側には、航空機整備実習用の格納庫が存在する。
滑走路は能登空港と供用しており、学園エプロンから直接乗り入れることができる。
大型機のYS-11を4機を有しており、航空整備科の実習に使用している。また、CAD実習室には3次元CADツールCATIAがある。
当キャンパスは併設校の日本航空高等学校石川と共用している。
- 向洋キャンパス

旧・穴水町立向洋中学校の校舎・施設をそのまま使用。
航空整備技術科の「ドローンコース」および「海洋コース」の学生が使用する。

## 寮
学生はアパート暮らしまたは寮生活をする。アパート暮らしの場合、輪島市や穴水町から通学する学生が多い。なお、併設校である日本航空高等学校石川の通学バスに空席がある場合、大学校の学生もバスを利用できる。
寮には、J-Shipサンシャイン（旧・雄飛寮）、シンフォニー（旧・青雲寮）、サーマル、コンチェルトの計4つが設置されている。開校以来、男子学生は主に「シンフォニー」に入寮、女子学生は「J-shipサンシャイン」の女子専用区域に入寮（併設校・日本航空高等学校石川の女子生徒と共用）していたが、高等学校・大学校ともに女子が急増したことに伴い「J-Shipサンシャイン」の女子専用区域が手狭となったため、2014年度より「シンフォニー」を女子専用寮、「J-Shipサンシャイン」を男子専用寮として、ともに高等学校の生徒と共用するかたちで運用するようになった。その後2016年度に大学校男子寮「サーマル」が新設され、男子寮は「サーマル」「J-Shipサンシャイン」の2寮体制となった。一方、女子専用寮となった「シンフォニー」は、しばらく十分なスペースを保っていたものの、女子生徒・女子学生の増加に伴い、手狭となってきたため、2018年度より、大学校女子学生の専用寮「コンチェルト」が新設され、運用が開始された。

## 卒業生の主な就職先
日本航空グループや全日本空輸グループなどの航空会社、三菱重工、川崎重工、IHIグループなどの製造メーカが主な就職先。
2022年5月20日現在JALの指定校推薦制度が導入されており、JALグループの採用担当者が来校し、グループ全体の採用試験を1回にまとめて受けることができる。再度採用試験を受けることができず、1回までしか受けることができなくなってしまう。
また、ANAグループからの採用は2022年5月20日現在2021年の採用はない。

## ドローンパイロットスクール
2018年（平成30年）1月より、社会人向けのドローンスクール「日本航空大学校ドローンパイロットスクール」を開校。向洋キャンパス（旧・穴水町立向洋中学校）の校舎を利用し、無人航空機操縦技能証明を取得するための講習を始める。

### 専修学校
- 日本航空大学校北海道

### 高等学校
- 日本航空高等学校
- 日本航空高等学校石川
- 日本航空高等学校北海道
- 日本航空高等学校通信制課程

### 中学校
- 日本航空高等学校附属中学校

## その他
- 1980年代の双葉町を開設場所とするアマチュア無線呼出符号JF1ZDJが存在した。
- 卒業著名人として航空ジャーナリストの坪田敦史が航空電子科に在籍していた。当人は無線研究部（呼出符号JF1ZDJ）の最後の部長を務め、後輩部員が入らず、以後、アマチュア無線団体局は廃部となった。